# Theo van der Waerden
Theodorus (Theo) van der Waerden (Eindhoven, 21 augustus 1876 – Laren, 12 juni 1940) was een Nederlands ingenieur, onderzoeker, schrijver en sociaaldemocraat. Van 1918 tot 1940 was Van der Waerden Tweede Kamerlid voor de SDAP.

## Levensloop

### Jeugd, opleiding en eerste werkervaring
Van der Waerden was van katholieken huize en studeerde vanaf 1894 civiele techniek aan de Technische Hogeschool in Delft. Samen met zijn jongere broer Jan van der Waerden was hij actief bij het Delftsch Studenten Corps, waar hij Willem Albarda leerde kennen.
Via de colleges van professor B.H. Pekelharing kwam hij in aanraking met het socialisme en richtte met Alberda op 17 januari 1897 de Delftse afdeling van de SDAP op. Na zijn studie ging hij enige jaren werken als leraar in de wiskunde en de mechanica in Leeuwarden en Dordrecht en ten slotte van 1902 tot 1922 in Amsterdam.
Met zijn promotieonderzoek richtte hij zich op het onderzoek van de organisatie van het productieproces, en was hiermee een van eerste promovendi in Nederland op het gebied van de organisatiekunde. In 1911 promoveerde hij op het proefschrift "Geschooldheid en techniek : onderzoek naar den invloed van arbeidssplitsing en machinerie op de mate van vereischte oefening en bekwaamheid der arbeiders". Hierin had hij "de invloed van de technische vooruitgang op de kwaliteit van het werk onderzocht. Op basis van een uitgebreide enquête onder het bedrijfsleven kwam hij tot de conclusie dat er een sterke tendens tot vergaande arbeidssplitsing en ontscholing bestond".
Op initiatief van Van der Waerden werd er door het gemeentebestuur van Amsterdam in 1921 een Gemeentelijke bureau voor advisering en beroepskeuze opgericht onder leiding van Eldert Johannes van Det.

### Verdere carrière in de wetenschap en politiek
In dienst van de SDAP schreef Van der Waerden diverse brochures zoals Gezinsloon en kindertoeslag (1912), Aan de niet-kiezers! (1913), Het belastingstelsel : hoe het is en hoe het moet zijn (1913), De machine en de betekenis van de voortgang der techniek voor de arbeiders (1914) en De schuld van het kapitalisme aan de oorlog (1914). In deze tijd was het samen met Jac. van Ginneken en J.G.Ch. Volmer de belangrijkste woordvoerders omtrent het Taylorisme in Nederland.
Van 1910 tot 1918 was hij voor de SDAP lid van Provinciale Staten van Noord-Holland. Van 1918 tot 1940 zat hij voor de SDAP in de Tweede Kamer, waar hij met Albarda een bankje deelde.
In zijn tijd bij de Provinciale Staten was Van der Waerden tevens commissaris bij het Provinciaal Electriciteitsbedrijf van Noord-Holland. Als Tweede Kamerlid was hij lid van diverse commissies, zoals de Centrale Commissie voor de Statistiek, de Zuiderzeeraad, de Organisatie voor Toegepast-Natuurwetenschappelijk Onderzoek (TNO) en vanaf 1932 de Hoge Raad van Arbeid.